# Gnophos pseudosnelleni
Gnophos pseudosnelleni là một loài bướm đêm trong họ Geometridae.